# Temple of the Lost Race
Temple of the Lost Race je prvi EP grčkog death metal-sastava Septic Flesh objavljen u rujnu 1991. godine. U 2013. pjesme s albuma pojavio na ponovno puštanju albuma Mystic Places of Dawn. Pjesme "Erebus", "Temple of the Lost Race" i "Setting of the Two Suns" bio je ponovno snimljen na album A Fallen Temple objavljen u 1998. godine. 

## Popis pjesama
| 1. | »Erebus«          | 5:26 |
| 2. | »Another Reality« | 4:41 |

| Druga strana | Druga strana              | Druga strana | Druga strana | Druga strana | Druga strana | Druga strana | Druga strana | Druga strana | Druga strana |
| Br.          | Skladba                   | Trajanje     |              |              |              |              |              |              |              |
| ------------ | ------------------------- | ------------ | ------------ | ------------ | ------------ | ------------ | ------------ | ------------ | ------------ |
| 3.           | »Temple of the Lost Race« | 7:24         |              |              |              |              |              |              |              |
| 4.           | »Setting of the Two Suns« | 4:07         |              |              |              |              |              |              |              |
| 21:38        |                           |              |              |              |              |              |              |              |              |

## Zasluge
Septic Flesh
- Spiros Antoniou - vokali, bas-gitara
- Christos Antoniou - gitara
- Sotiris Vayenas - gitara, tekstovi
- Dimitris Valasopoulos - bubnjevi